# Adventure Kid
Adventure Kid (яп. アドベンチャーKID адобэнтя: киддо) — хентайная манга Тосио Маэды и снятое по ней одноимённое трёхсерийное аниме (OVA). Аниме отличается низким уровнем графики. Многие сцены были вырезаны при выпуске в США.
Хелен Маккарти пишет об Adventure Kid в книге «500 важнейших аниме» и называет его «безумной смесью порнографии и ситкома».

## Сюжет
Девятнадцатилетний парень по имени Норикадзу находит компьютер, оставшийся со времён Второй мировой войны. Случайно он пробуждает дух создателя компьютера — Масаго. Норикадзу и его девушка Мидори переносятся в ад, где вынуждены сражаться с зомби. Они пытаются вернуться домой. Во второй части аниме, когда герои всё же возвращаются, они видят, что мир вокруг них изменился, и теперь им управляет могущественный демонический компьютер, найденный Норикадзу. Тогда персонажи отправляются в прошлое — в Японию периода Второй мировой войны, где, в частности, становятся свидетелями атомной бомбардировки Хиросимы.